# Mare Vint
Mare Vint (Tallinn, 15. rujna 1942. – 10. svibnja 2020.) bila je estonska grafičarka. Rodno ime joj je Mare Mänd. U svom je radu uglavnom prikazivala "idealan krajolik". 

## Život
Rođena je u Tallinnu, gdje je 1961. završila 9. srednju školu. Od 1962. do 1967. studirala je na Državnom umjetničkom institutu Estonske SSR ; diplomirana je umjetnica stakla. Od 1967. do 1969. radila je kao profesorica likovne kulture u srednjoj školi u Tallinnu, zatim kao slobodna umjetnica. Bila je članica Estonskog saveza umjetnika od 1973.
Radila je crteže tušem i olovkom, a najviše litografiju od 1972. godine. U stvaralaštvu Mare Vint druge polovice 1960-ih i početka 1970-ih javlja se stil koji karakterizira crno-bijeli kontrast crteža, u kojem je boja manje prisutna.

### Nagrade
Odlikovana je Ordenom Bijele zvijezde IV. reda 2015. godine.